# قلعه یابرزو
قلعه یابرزو اندکی دورتر از کاروانسرای مشهور نیستانک در مدخل روستا دژی کوچک اما بسیار مستحکم قرار دارد که یکی از دلایل ادعای مردمان مبنی بر تعلق این روستا به برزو نبیرهٔ رستم دستان است. این قلعه دارای پی و دیوارهای بسیار قطوری است چندان که نیمی از حجم آن پی‌ها و دیوارها تشکیل می‌دهند. این دژ از بیرون یک مکعب مستطیل عظیم و از درون یک هشت ضلعی کوچک و مدور است. بنای دژ در سه طبقه ساخته شده که طبقه اول آن یک هشتی با سه اتاقک و یک راهرو کوتاه با یک دیوار سنگی است. طبقات دوم و سوم فضای گسترده‌تری هستند که با پله‌های تو در تو به هشتی راه می‌یابند. دژ علاوه بر ورودی کوتاه و در سنگی عظیم، دارای راهی مخفی است که خروج آن گم شده است یا فعلاً نا معلوم است.